# Механізований батальйон
Механізо́ваний батальйон — основний загальновійськовий тактичний підрозділ у механізованих (мотострілецьких, мотопіхотних, моторизованих) військах багатьох держав, який призначений для виконання тактичних завдань у складі загальновійськового формування (полк, бригада, дивізія), а в деяких випадках і самостійно у тісній взаємодії зі з'єднаннями, частинами та підрозділами інших родів військ і спеціальних військ Сухопутних військ в різних умовах.
Механізований батальйон є розрахунковою тактичною одиницею з'єднання при плануванні бою і проведення розрахунків для проведення маршу, при перевезенні залізницею, водним шляхом, повітряним транспортом.
Механізований батальйон оснащений сучасною бойовою та іншою технікою, високоманевренний на полі бою, має значний броньований захист та стійкість до зброї масового ураження противника. Батальйон здатні при взаємодії з сусідами і самостійно міцно утримувати зайнятий район оборони на різній місцевості й при будь-якій погоді, знищувати повітряні десанти, вертольоти та інші низьколітаючі цілі противника, успішно вести наступ, проводити марш на великі відстані, швидко використовувати результати вогневих ударів для завершення розгрому противника.
Механізовані батальйони взаємодіючи між собою, а також з артилерією і підрозділами інших родів військ і спеціальних військ, виконують основні завдання щодо безпосереднього знищення живої сили та вогневих засобів противника в ближньому бою, використовуючи результати вогневої поразки противника, вміло сполучаючи вогонь в наступі, можуть швидко охопити противника, знищити його живу силу, танки, БМП, БТР, артилерію, протитанкові засоби, а також засоби ядерного та хімічного нападу, літаки та вертольоти.
Залежно від організаційної належності батальйон може мати на озброєнні БМП або БТР, танки. Якщо батальйон має на озброєнні БМП, то його називають механізованим батальйоном на БМП. Якщо батальйон має на озброєнні БТР, то його називають механізований батальйон на БТР. До складу механізованих батальйонів можуть входити танкові роти, озброєні сучасними основними бойовими танками.

## Організаційна структура механізованого батальйону у Збройних силах України
Механізований батальйон на БМП[джерело?]:
- штаб (4 ос.)
- управління (5 ос.)
- танкова рота (у роті — управління, 3 танк. взводи по 12 ос. по 4 Т-64Б/БМ «Булат» + танк командира роти. Всього: 13 танків, 41 ос.)
- 3 мех.роти на БМП (у роті — ком.роти+управління 7 ос.: зам. з мпз, старшина, технік, навідник-оператор, механік.-водій, писар, санінструктор і 3 мех.взводи по 3 БМП і 28 ос. У кожному взводі: ком.взводу+управління 3 ос.: зам.ком.взвода, стрілець-санітар, снайпер і 3 відділення по 8 ос. Склад відділення: командир, навідник-оператор, механік-водій, стрілець-кулеметник, стрілець-гранатометник, стрілець-помічник гранатометника, старший стрілець, стрілець. Всього в роті: 11 БМП і 92 ос.: 5 офіцерів, 2 прапорщики, 85 сержантів і солдат)
- 120 мм мінометна батарея (взвод управління, 2 мінометних взводи по 3 120 мм міномета 2С12. Всього: 6 мінометів, 61 ос.)
- гранатометний взвод (25 ос., 6 АГС-17)
- зенітно-ракетний взвод (16 ос., 9 ПЗРК «Стріла-3»)
- розвідувальний взвод (22 ос., 1 БРМ-1К)
- вузол зв'язку (29 ос.)
- інженерно-саперний взвод (19 ос.)
- рота забезпечення (48 ос.)
- медпункт (9 ос.)

Всього у механізованому батальйоні на БМП: 555 ос. (40 оф., 12 пр., 84 серж., 419 солд.), 13 танків Т-64Б/БМ «Булат», 38 БМП-1, 1 БМП-1К, 1 БМП-1КШ, 1 БРМ-1К, 1 БТР-60ПБ, 6 120 мм мінометів 2С12 (їздять на ГАЗ-66), 9 ПЗРК, 6 АГС-17, 1 ПЗМ-2, 1 БРЭМ, 15 вантажних автомобілів, 19 спец.автомобілів.